# Лерхе, Василий Васильевич
Василий Васильевич Лерхе (нем. Theodor Heinrich Wilhelm Lerche; 1791—1847) — российский офтальмолог, доктор медицины, лейб-окулист; действительный статский советник (с 1833).

## Биография
Родился 13 (24) февраля 1791 года в Брауншвейге. В 1812 году окончил Дерптский университет, получив степень доктора и, поступив на службу, сопровождал русские войска в заграничном походе. По окончании военных действий продолжил своё образование в Париже и в Вене.
В 1815 году приехал в Петербург. 29 августа 1825 года пожалован назначением на должность лейб-окулиста, а 2 апреля 1833 года произведён в чин действительного статского советника.
Был в числе основателей Петербургского общества практических врачей и глазной лечебницы при нём. С 1821 года Лерхе принимал участие в редактировании трудов этого общества: «Vermischte Abhandlungen aus dem Gebiete der Heilkunde von einer Gesellschaft praktischer Aerzte zu St.-Petersburg», помещал в них свои отчёты о деятельности общества и лечебницы, а также собственные медицинские статьи, преимущественно из области офтальмологии.
За усердную службу в качестве главного врача и директора Петербургской глазной лечебницы Лерхе был награждён орденом Святой Анны 2-й степени. Был жалован в 1836 году дипломом на потомственное дворянское достоинство.
Умер в Санкт-Петербурге 9 (21) октября 1847 года. Похоронен на Волковском лютеранском кладбище.

## Награды
За годы службы Василий Васильевич Лерхе был пожалован:
- орденом Святого Владимира 4-й степени (31 декабря 1821)[5],
- орденом Святой Анны 2-й степени (22 ноября 1824)[6],
- алмазными украшениями к ордену Святой Анны 2-й степени (21 марта 1828)[6],
- знаком отличия беспорочной службы за XV лет (22 августа 1830)[7],
- орденом Святого Владимира 3-й степени (21 ноября 1830)[8],
- знаком отличия беспорочной службы за XX лет (22 августа 1834)[9],
- знаком отличия беспорочной службы за XXV лет (22 августа 1839)[10],
- орденом Святого Станислава 1-й степени (17 апреля 1842)[11],
- знаком отличия беспорочной службы за XXX лет (22 августа 1845)[12].